# Betty Harris

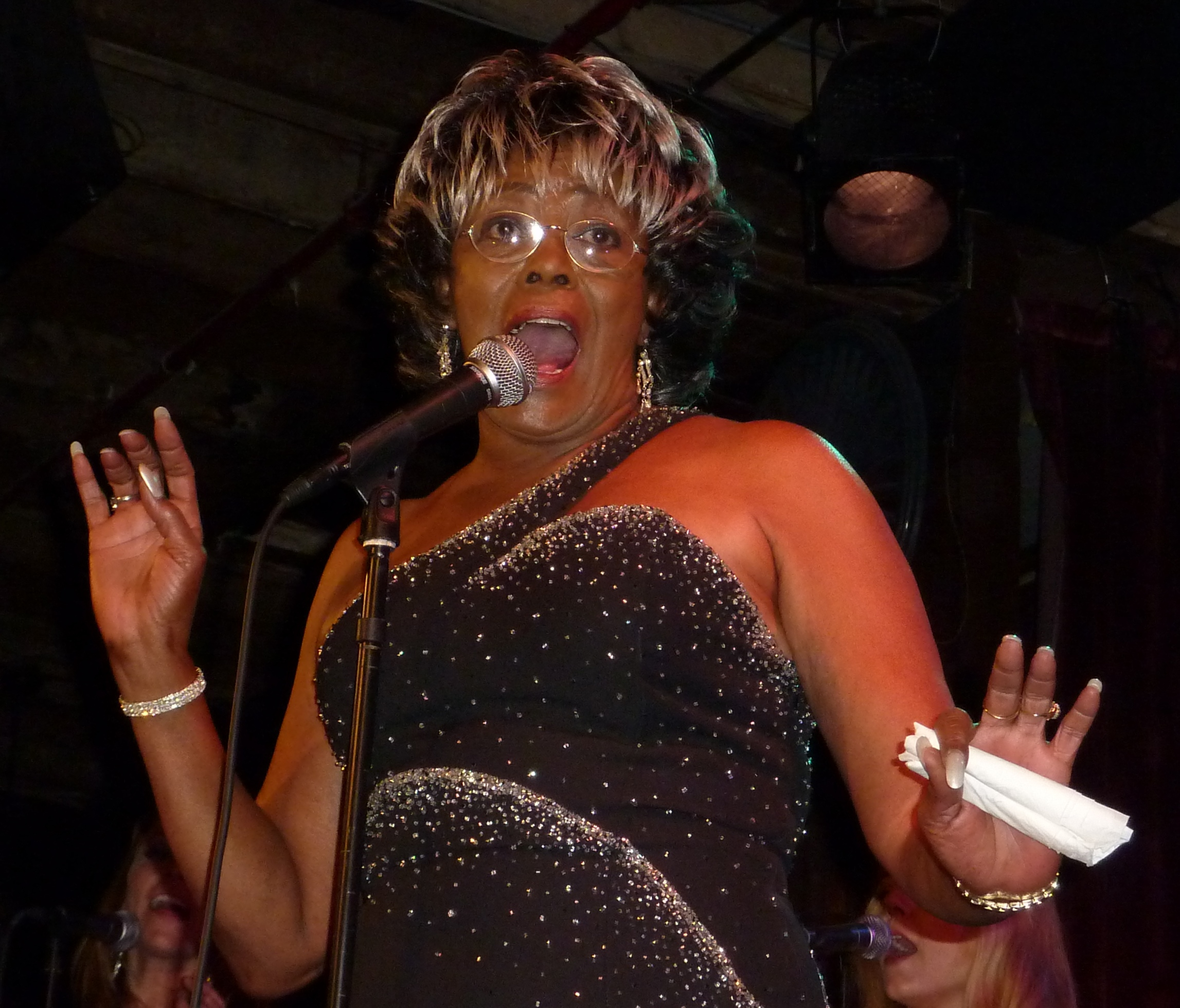
Betty Harris, 2010

Betty Harris (* 9. September 1939 in Orlando, Florida) ist eine US-amerikanische Soul-Sängerin, die vor allem durch ihre R&B-Hits Cry to Me (#10, 1963), His Kiss (#15, 1964) und Nearer to You (#16, 1967) bekannt ist. Diese und andere Stücke gelten heute als Klassiker des Southern Soul, Northern Soul und Deep Soul.

## Biografie
Harris wurde in Florida geboren, wuchs aber größtenteils als Pfarrerstochter in Alabama auf. Sie sang zunächst mit Big Maybelle, bevor sie nach Kalifornien ging, um eine Solo-Karriere zu starten. Der Plattenpromoter Babe Chivian verschaffte ihr ein Vorsingen bei dem Brill-Building-Autor Bert Berns, der sie bei Jubilee Records unterbrachte.
Der Durchbruch kam für Betty Harris im Herbst 1963 mit einer Coverversion des von Bert Berns geschriebenen, von Claus Ogerman arrangierten und ursprünglich von Solomon Burke gesungenen Stücks Cry to Me, womit sie im September 1963 Platz 10 der R&B-Charts und Platz 23 der Billboard Hot 100 erreichte. Die von Berns persönlich produzierte Version erschien bei Jubilee, wo anschließend noch zwei weitere Singles herauskamen. Eine davon, His Kiss, konnte sich im Januar 1964 ebenfalls in den R&B- und Popcharts platzieren. Etwa zu der Zeit war Harris Headliner im berühmten New Yorker Apollo Theater.
1964 wechselte Harris zu Sansu Records, einem von Allen Toussaint in New Orleans gegründeten Plattenlabel, wo ihre Aufnahmen fortan von Toussaint produziert und auch größtenteils komponiert wurden. Von zehn für Sansu produzierten Singles schaffte es nur Nearer to You im September 1967 in die Charts (#16 R&B, #85 Hot 100). Nearer to You sowie auch Cry to Me gelten als klassische Songs der Soul-Ära und besondere Beispiele des Southern Soul. Die Beat-Ballade I’m Evil Tonight (1967) wurde zudem zu einem Favoriten der Northern-Soul-Bewegung. Die Single Love Lots of Lovin‘ ist ein Duett mit Lee Dorsey. Die Begleitband auf vielen ihrer Aufnahmen waren die Meters. Originalpressungen ihres einzigen Studioalbums aus dieser Zeit, Soul Perfection (1969), sind heute seltene, teure Sammlerstücke.
1970 stieg Harris aus der Musikindustrie aus, um sich auf ihre wachsende Familie zu konzentrieren. Seit 2005 tritt sie wieder gelegentlich auf, so 2005 beim Ponderosa Stomp in New Orleans, 2007 beim Porretta Soul Festival in Italien oder 2010 beim Brooklyn Soul Festival in New York City. Während einer Australien-Tournee 2006 trat Harris in der Fernsehsendung RocKwiz auf, wo sie ihren Hit Cry to Me sowie ein Duett mit John Paul Young sang. 2007 folgte ihr erstes Album nach fast 40 Jahren, Intuition.

## Diskografie

### Studioalben
- 1969: Soul Perfection (Action ACLP 6007)
- 2007: Intuition (Evidence ECD 26135-0)

### Singles
- 1962: Taking Care of Business / Yesterday’s Kisses (Douglas Records D.104)
- 1963: Cry to Me / I’ll Be a Liar (Jubilee 45-5456)
- 1963: It’s Dark Outside / His Kiss (Jubilee 45-5465)
- 1964: Mo Jo Hannah / Now Is the Hour (Jubilee 45-5480)
- 1965: What a Sad Feeling / I’m Evil Tonight (Sansu 450)
- 1965: I Don’t Wanna Hear It / Sometime (Sansu 452)
- 1966: 12 Red Roses / What’d I Do Wrong (Sansu 455)
- 1967: Nearer to You / 12 Red Roses ()
- 1967: Lonely Hearts / Bad Luck (Sansu 461)
- 1967: I’m Evil Tonight / Nearer to You (Sansu 466)
- 1967: Can’t Last Much Longer / I’m Gonna Git Ya (Sansu 471)
- 1967: Love Lots of Lovin’ / Take Care of Our Love (Sansu 474) – mit Lee Dorsey
- 1968: Hook Line ’N’ Sinker / Show It (Sansu 479)
- 1968: Ride Your Pony / Trouble With My Lover (Sansu 480)
- 1968: Mean Man / What’d I Do Wrong (Sansu 478)
- 1969: There’s a Break In the Road / All I Want Is You (SSS International 766)
- 2016: Mean Man / I’m Gonna Git Ya (Sansu SJR 342-7)
- 2016: There’s a Break In the Road / Show It (Sansu SJR 343-7)

### EPs
- 1964: It’s Dark Outside: It’s Dark Outside, His Kiss, Now Is the Hour, Mo Jo Hannah (Disques Vogue EPL 8309), nur in Frankreich erschienen

### Kompilationen
- 1980: In the Saddle (CRB 1002)
- 1998: Soul Perfection Plus (Westside WESA 807)
- 2005: The Lost Soul Queen (AIM 1502 CD)
- 2016: The Lost Queen of New Orleans Soul (Soul Jazz Records SJR CD345)